# Тымь
Тымь — вторая (после Пороная) по протяжённости река острова Сахалин. Протекает по Тымовскому и Ногликскому районам Сахалинской области.
Близ устья реки расположен посёлок Ноглики. В низовьях Тымь судоходна.

## Гидроним
Первоначальное нивхское название реки «Тыми» происходит от слов «тымы (дымы)», означающего углубление на дне реки, где нерестится рыба, и «и» — река. Поэтому название реки можно перевести как «нерестовая река».

## Гидрография
Длина реки — 330 км, площадь бассейна — 7850 км². По площади бассейна Тымь занимает 110-е место в России.
Берёт начало на южном склоне горы Лопатина на Набильском хребте в системе Восточно-Сахалинских гор, в среднем течении протекает по заболоченной Тымь-Поронайской низменности, ширина русла доходит здесь до 60 м, в низовьях — до 200 м. Впадает двумя протоками в Ныйский залив Охотского моря. Течение реки быстрое, изобилует крутыми поворотами русла; глубокие плёсы чередуются с перекатами. Средний уклон — 0,36 %.

## Водный режим
Питание смешанное, с преобладанием снегового. Средний расход в 80 км от устья 89 м³/с. При прохождении тайфунов на реке возможны значительные паводки.
Тымь замерзает в ноябре — начале декабря, вскрывается в конце апреля — мае. Высший уровень наблюдается во второй декаде мая, низший — в третьей декаде августа. Лёд устанавливается обычно в третьей декаде ноября; весенний ледоход начинается в третьей декаде апреля. В бассейне реки около 400 озёр суммарной площадью около 9,5 км².

## Притоки
Притоки Тыми богаты нерестилищами лососёвых рыб.
Объекты перечислены по порядку от устья к истоку.
- 4,2 км: Уйглекуты
- 8,7 км: Имчин
- 15 км: Чачма
- 40 км: Парката
- 57 км: Обнейч
- 60 км: Нейч
- 60 км: Чибри
- 79 км: Ныш
- 84 км: Везли
- 92 км: Вервили
- 100 км: Ульвер
- 114 км: Чхария
- 120 км: Арги
- 125 км: Пага
- 127 км: Ульва
- 133 км: Альба
- 136 км: Иркир
- 136 км: Малый Иркир
- 141 км: Хума
- 152 км: Кюви
- 155 км: Периво
- 156 км: Восьи
- 164 км: Пиленга
- 172 км: Вторая речка
- 174 км: Александровка
- 182 км: Адам
- 193 км: река без названия
- 194 км: Славка
- 200 км: Мятный
- 203 км: Правый Скоп
- 208 км: Усково
- 220 км: Воскресенка
- 229 км: Большая Анга
- 234 км: Малая Тымь
- 242 км: Каменка
- 260 км: Красная
- 278 км: Белая
- 301 км: Громова
- 303 км: Овень
- 310 км: Звягинцева
- 310 км: Угловой

## Галерея
- Правый берег реки Тымь в посёлке Ноглики.
- Вид на левый берег реки Тымь в посёлке Ноглики.
- Вид вверх по течению с правого берега реки Тымь в посёлке Ноглики.